# 쿠로사키 말 따위 안 들을 거야
쿠로사키 말 따위 안 들을 거야(일본어: 黒崎くんの言いなりになんてならない)는 일본의 소녀 만화이다. 작가는 마키노이다. 영화와 드라마로도 제작됐으며, 이에 대해선《쿠로사키 군의 말대로는 되지 않아》참고.
대한민국에서는 학산문화사에서 발간됐으며 번역자는 김시내이다.

## 줄거리
고교로 입학한 아카바 유우는 자신의 "화이트 프린스"라는 시라카와 타쿠미가 있는 고교의 기숙사에 살게 된다. 하지만 거기에는 "블랙 데빌"이라고 말한다. 쿠로사키 하루토도 있었다. 쿠로사키한테 거슬리는 유우는 "벌"로 갑자기 첫 키스를 빼앗기고 이후 쿠로사키에게 절대 복종하는 처지이다.

## 등장 인물
쿠로사키 하루토 (黒崎晴人)
통칭 블랙 데빌(검은 왕자). 품위가 없고 주위에서 두려워하고 있다. 유우에게 생트집을 잡으면서도 다정한 면을 보인다.
아카바네 유우 (赤羽由宇)
본작의 주인공. 중학교 때는 내성적이었던 이미지가 고등학교 입학을 계기로 바뀐다. 쿠로사키가 거슬려 한 것이 계기가 되어 그(블랙 데빌)에게 벌로 복종하는 처지이다.
시라카와 타쿠미 (白河タクミ)
통칭은 화이트 프린스. 여학생들에겐 동경의 미소년. 기숙사 사감을 맡고 있다.

## 만화 발매

### 일본
Makino (마키노)『 쿠로사키 말 따위 안 들을 거야 』〈고단샤 코믹스 별책 프렌드〉권수:6권 기간:(2016년 2월 12일~ 현재)
- 1. 2014년 6월 13일 발매『별책 프렌드』-2014년 2월호[1]-5월호,ISBN 978-4-06-341926-9 주인의 말 따위 안 들을 거야!(그리고 내림)
- 2. 2014년 9월 12일 발매『별책 프렌드』-2014년 6월호-9월호,ISBN 978-4-06-341941-2
- 3. 2015년 1월 13일 발매『별책 프렌드』-2014년 10월호-2015년 1월호,ISBN 978-4-06-341962-7
- 4. 2015년 5월 13일 발매『별책 프렌드』-2015년 2월호-5월호,ISBN 978-4-06-341981-8 카지 군의 경우(『 별책 프렌드 』 2014년 10월호 별책 후로크 『 서브 캐릭터 축제!』)
- 5. 2015년 11월 13일 발매『별책 프렌드』-2015년 6월호, 8월호-10월호,ISBN 978-4-06-392015-4(드라마 CD동봉판[9]：ISBN 978-4-06-358773-9） 쿠로사키 말 따위 안 들을 거야! 드라마 CD더빙 리포트(그리고 내림)
- 6. 2016년 2월 12일 발매『별책 프렌드』-2015년 11월호-2016년 2월호,ISBN 978-4-06-392027-7 특별 유격수 중 한 봄[주 1](『 별책 프렌드 』 2015년 5월호)

### 한국
Makino (마키노)『 쿠로사키 말 따위 안 들을 거야 』〈학산문화사권수:6권 기간:(2015년 6월 25일~ 현재)
- 1권:『 쿠로사키 말 따위 안 들을 거야1 』-2015.06.25 발매
- 2권:『 쿠로사키 말 따위 안 들을 거야2 』-2015.07.25 발매
- 3권:『 쿠로사키 말 따위 안 들을 거야3 』-2015.08.25 발매
- 4권:『 쿠로사키 말 따위 안 들을 거야4 』-2015.10.25 발매
- 5권:『 쿠로사키 말 따위 안 들을 거야5 』-2016.01.25 발매
- 6권:『 쿠로사키 말 따위 안 들을 거야6 』-2016.05.25 발매
- 7권:『 쿠로사키 말 따위 안 들을 거야7 』-2016.10.25 발매
- 8권:『 쿠로사키 말 따위 안 들을 거야8 』-2017.03.25 발매
- 9권:『 쿠로사키 말 따위 안 들을 거야9 』-2017.07.25 발매
- 10권:『 쿠로사키 말 따위 안 들을 거야10 』-2017.12.25 발매

## 같이 보기
- 쿠로사키 군의 말대로는 되지 않아